# Regne de Jimma
Jimma, Djimma, Djimma Abba Djifar o  Djimma Kaka (Confederació de Djimma) fou un antic regne del sud-oest d'Etiòpia entre els rius Omo i Godjeb. Els seus habitants primitius eren els sidama que també poblaven el veí regne de Kafa.
Quan els galla (oromo) van envair aquesta regió a la meitat del segle xvi van començar a fundar estats a la regió que anomenaven Gibe; el primer fou Enarya (vers 1550/1570); a Djimma, sis tribus van formar un estat confederat (per això Djimma Kaka). La part sud-est de la regió, coneguda com a Garo, estava habitada pels bosha, esmentats en una crònica etíop junt amb l'estat veí de Enarya (més tard Limmu o Limmu-Enarya), que foren convertits al cristianisme vers 1586.
Djimma va estar nominalment sota dependència d'Abissínia fins a 1632 i després fou independent; el regne era cristià però després del 1632, sota una dinastia galla (oromo), foren pagans, però amb penetració de l'islam que fou un element estabilitzador de la monarquia. El 1891-1900 els abissinis van conquerir els regnes oromos/galles del sud i només la monarquia galla de Djimma va poder subsistir de manera tradicional uns anys, desapareixent les altres (els oromo són oposats a la forma monàrquica). La llengua oromo/galla es va imposar al regne al segle xix. la capital fou Jiren a pocs quilòmetres de la moderna Jimma, abans Hirmata.
El seu rei més famós fou Abba Djifar i per això el regne fou conegut també com a Djimma Abba Djifar ("Posseïdor d'un cavall amb taques"). Aquest rei, a més del seu nom de guerra assenyalat, tenia un nom musulmà: Muhammad ibn Dawud. Els reis eren hereditaris passant de pares a fills o a germans quan no hi havia fills. Es coneixen alguns del reis a finals del segle xvii i fins al segle xx.
- Aba Faro segle XVII
- Aba Magal segle XVII-XVIII
- Aba Rago, fins vers 1830
- Sanna (Aba Djifar I) vers 1830-1855
- Aba Rebu) 1855 - 1859
- Aba Bok'a 1859 - 1862
- Aba Gomol 1862 - 1878
- Tulu (Aba Djifar II) 1878 - 1932 (nom musulmà Muhammad ibn Dawud)
- Aba Djobir Aba Dula) 1932 (mort vers 1965)
- Annexió oficial 1932